# Laura Harringová
Laura Harringová (* 3. března 1964 Los Mochis, Mexiko) je mexicko-americká herečka a Miss USA 1985, která ztvárnila roli Rity v Lynchově mysteriózním thrilleru Mulholland Drive z roku 2001.

## Osobní život
Narodila se v roce 1964 v mexickém Los Mochis do rodiny realitní agentky, sekretářky a také duchovní učitelky Maríi Eleny Cairové a farmáře a podnikatele ve stavebnictví Raymonda Herringa, který měl rakousko-německé předky. Manželství bylo rozvedeno v roce 1971. Prvních deset let života prožila v Mexiku, poté se rodina přestěhovala do texaského San Antonia. Ve dvanácti letech ji do hlavy zasáhla zbloudilá kulka. Jednalo se o náboj .45 vystřelený z jedoucího auta.
V šestnácti letech přesvědčila rodinu, aby ji umožnila studium na Aiglon College ve Švýcarsku. Po návratu do Spojených států se usadila v El Pasu a přihlásila se do soutěže krásy. Postupně získala korunky Miss El Paso USA, Miss Texas USA. V roce 1985 se pak stala první Hispánkou, která zvítězila na celostátní soutěži Miss USA a zahájila pětileté kralování texaských dívek. Na Miss Universe se probojovala do semifinále, mezi prvních deset soutěžících.
V roce po soutěži krásy procestovala Asii a Evropu. Roku 1987 se provdala za hraběte Carla-Eduarda von Bismarck-Schönhausena, pra-pravnuka kancléře Otty von Bismarcka. K rozvedení manželství došlo v roce 1989, ovšem i poté jí zůstal titul hraběnka von Bismarck-Schönhausen. Dramatické umění studovala na Londýnské akademii hereckého umění (London Academy of Performing Arts) a odborně se zaměřila na italskou Commedia dell'arte, stejně jako na latinskoamerické tance, včetně argentinského tanga.

## Herecká kariéra
Během 90. let se objevila ve dvou vracejících se televizních rolích. V letech 1990–1991 si zahrála roli Carly Grecové v mýdlové opeře stanice ABC General Hospital a v roce 1997 ztvárnila postavu Pauly Stevensové v další mýdlové opeře kanálu NBC Sunset Beach.
Známou se stala rolí Rity v Lynchově kultovním neo-noir thrilleru Mulholland Drive (2001), kde se objevila po boku Naomi Wattsové a Justina Therouxe. S Lynchem spolupracovala na dalších dvou projektech. V prvním byla obsazena do postavy antropomorfního králíka ve filmu Rabbits (2002) a ve druhém pak do cameo role v Inland Empire (2006).
V roce 2004 si zahrála nepříjemnou manželku Johna Travolty ve filmové adaptaci komiksového příběhu o Punisherovi vydavatelství Marvel Comics. Poté se objevila v kriminálním dramatu produkovaném FX Networks Policejní odznak. Roku 2007 získala roli v adaptaci režiséra Mika Newella Márquezova díla Láska za časů cholery (2007).
V roce 2009 ztvárnila ve čtyřech dílech seriálu Super drbna postavu Evelyn Bassové, která také užívala pseudonym Elizabeth Fisherová.

## Filmografie

### Film

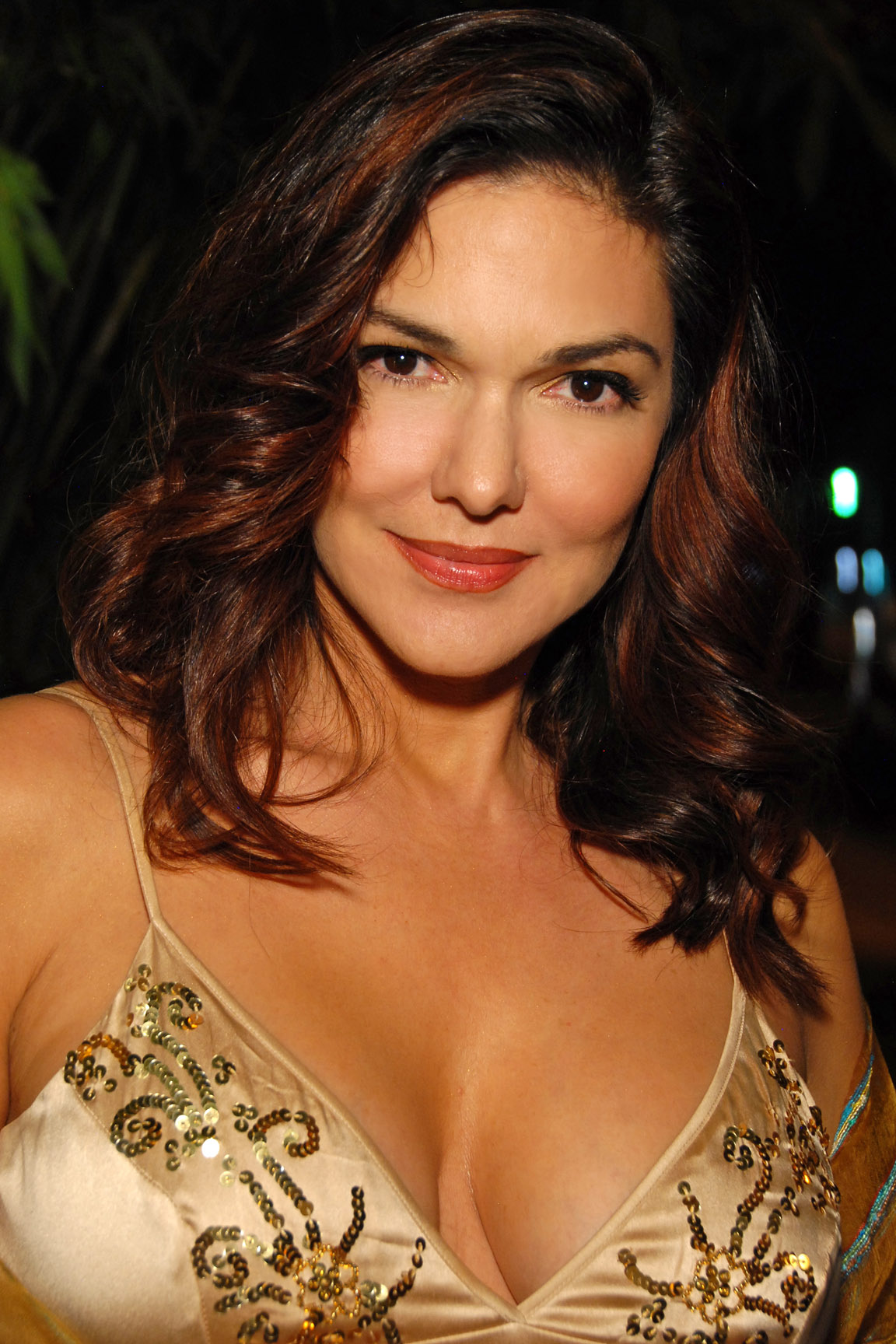
Laura Harringová, 2011

| Rok  | Název                           | Role                | Poznámky            |
| ---- | ------------------------------- | ------------------- | ------------------- |
| 1989 | Hrůzné sny                      | Jerri               |                     |
| 1990 | Lambada! Zakázaný tanec         | Nisa                |                     |
| 1991 | Kdo zabíjí nevinné manekýnky    | Marcia              |                     |
| 1994 | Útěk do ráje                    | M.C. Kindra         |                     |
| 1997 | Černý škorpion II               | Babette             |                     |
| 1997 | Hoover Park                     |                     |                     |
| 2000 | Malý Nicky – Satan Junior       | Mrs. Dunleavy       |                     |
| 2001 | Final Payback                   | Gina Carrillo       |                     |
| 2001 | Feather Pimento                 | žena v červeném     | krátkometrážní film |
| 2001 | Mulholland Drive                | Camilla Rhodes/Rita |                     |
| 2002 | John Q.                         | Gina Palumbo        |                     |
| 2002 | Teror ve vlaku                  | Galina Konstantin   |                     |
| 2002 | Rabbits                         | Jane                |                     |
| 2003 | Krysař Willard                  | Cathryn             |                     |
| 2003 | Můj dům - její dům              | Catalina            |                     |
| 2003 | Básník                          | Paula               |                     |
| 2004 | The Punisher                    | Livia Saint         |                     |
| 2005 | All Souls Day                   | Martia              |                     |
| 2005 | The King                        | Twyla               |                     |
| 2006 | Walkout                         | Francis Crisostomo  |                     |
| 2006 | Inland Empire                   | Jane Rabbit         |                     |
| 2007 | Syn přízraku                    | Stacey              |                     |
| 2007 | Nancy Drew: Záhada v Hollywoodu | Dehlia Draycott     |                     |
| 2007 | Láska za časů cholery           | Sara Noriega        |                     |
| 2008 | Zmeškaný hovor                  | Beth matka          |                     |
| 2008 | Telefonát                       | Eileen              |                     |
| 2009 | Drool                           | Anora Fleece        |                     |
| 2010 | Kluge                           | Anne                |                     |
| 2011 | Elwood                          | Julie Jacobs        | krátkometrážní film |
| 2013 | Return to Babylon               | Alla Nazimova       |                     |
| 2014 | Manson Girls                    | Alice Rainer        |                     |
| 2014 | Sex Ed                          | Lupe                |                     |
| 2016 | Inside                          | žena                |                     |
| 2016 | Love Kills                      | Rosa                |                     |
| 2016 | Ice Scream                      | Wendy               |                     |
| 2016 | The Loner                       | Lola                |                     |
| 2016 | The Thinning                    | Georgina Preston    |                     |
| 2018 | Taco Shop                       | matka               |                     |
| 2018 | The Thinning: New World Order   | Georgina Preston    |                     |
| 2022 | Otec nevěsty                    | Marcela Castillo    |                     |

### Televize
| Rok        | Název                                        | Role                           | Poznámky                        |
| ---------- | -------------------------------------------- | ------------------------------ | ------------------------------- |
| 1987       | Alamo: Třináct dní ke slávě                  | nevěsta Santa Anna             | TV film                         |
| 1988       | Desperado: Avalanche at Devil's Ridge        |                                | TV film                         |
| 1988       | Beauty and the Beast                         | Carmen                         | díl: „The Alchemist“            |
| 1989       | Lebkouni                                     | ženský nováček                 | díl: „Three to Tango“           |
| 1990–91    | General Hospital                             | Carla Greco                    | vedlejší role                   |
| 1992       | Pobřežní hlídka                              | princezna Catherine Randenberg | díl: „Princess of Tides“        |
| 1993       | Kvítko                                       | zdravotní sestra               | díl: „The Fifty-Minute Hour“    |
| 1993       | Rio Diablo                                   | Maria Benjamin                 | TV film                         |
| 1995       | Empire                                       | Gabriella Cochrane             | neprodaný televizní pilotní díl |
| 1995–96    | Delfín Filip                                 | Garcia                         | 3 díly                          |
| 1996       | Baywatch Nights                              | Charlotte 'Charlie' McBride    | díl: „Thin Blood“               |
| 1996, 1999 | Policie z Palm Beach                         | Paula Houston / Yvette         | 2 díly                          |
| 1997       | Sunset Beach                                 | Paula Stevens                  | hlavní role, 141 dílů           |
| 1997       | California                                   | Christina Guevara              | neprodaný televizní pilot       |
| 1998       | Frasier                                      | Rebecca Wendell                | díl: „Dial M for Martin“        |
| 2000       | Věřte nevěřte                                | Mysterious Woman               | díl: „Episode 30“               |
| 2000       | Black Scorpion                               | Ariana                         | díl: „Out of Thin Air“          |
| 2000       | A Family in Crisis: The Elian Gonzales Story | Marisleysis Gonzalez           | TV film                         |
| 2003       | Zákon a pořádek: Zločinné úmysly             | Joan Quentin                   | díl: „Perfect“                  |
| 2006       | Policejní odznak                             | Rebecca Doyle                  | 8 dilů                          |
| 2007       | Dobří sousedé                                | Kate Powell                    | TV film                         |
| 2009       | Super drbna                                  | Evelyn Bass/Elizabeth          | 4 díly                          |
| 2010       | Zákon a pořádek: Zločinné úmysly             | Marta Caldera                  | díl: „Rodina nadevše“           |
| 2012, 2016 | NCIS: Los Angeles                            | Julia Feldman                  | 2 díly                          |
| 2014–15    | Chasing Life                                 | Olivia Ortiz                   | 2 díly                          |